# Kurt Heinecke

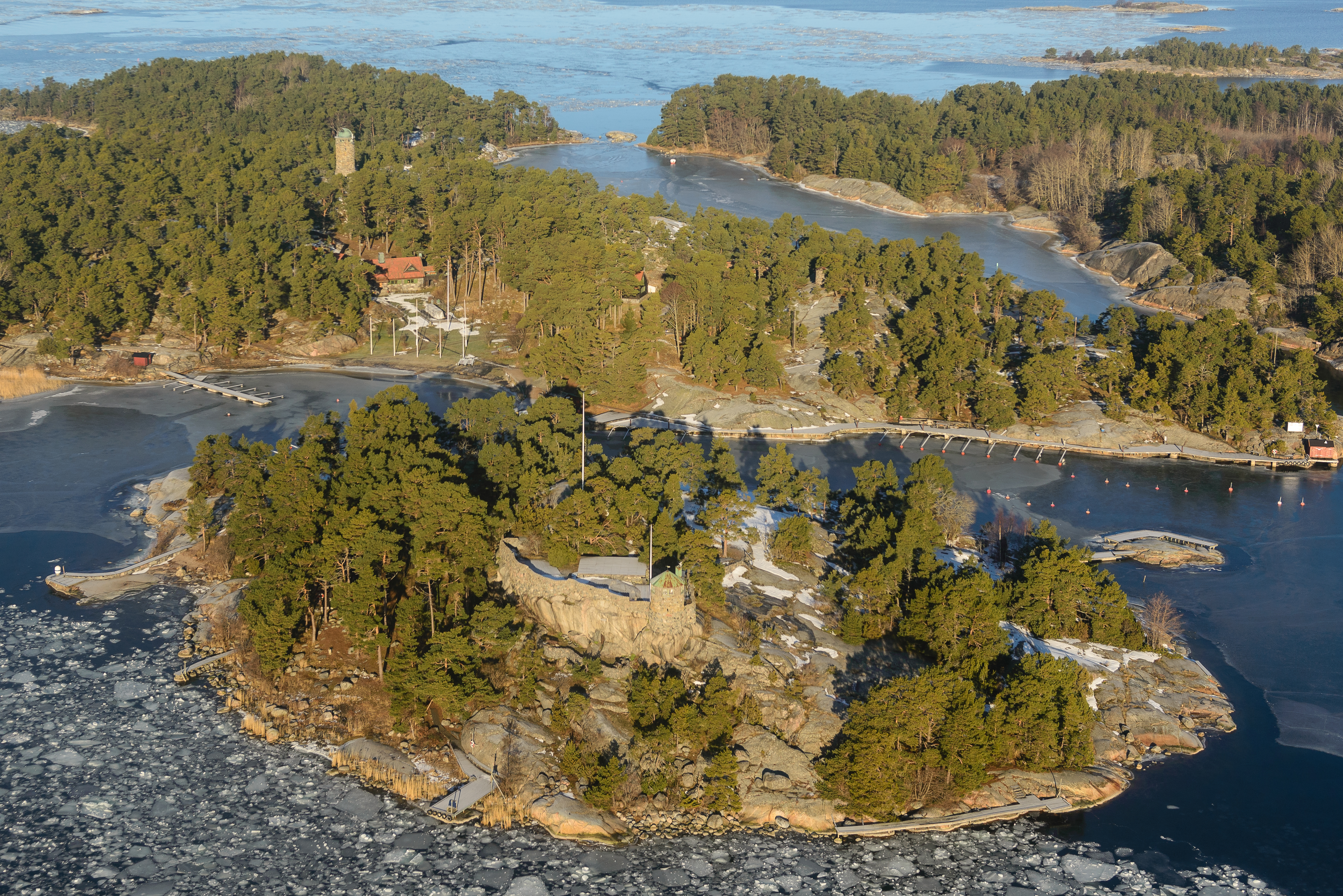
Trollharan med husgrunden i förgrunden och Lökholmen med stenvillan i bakgrunden.

Kurt Heinecke var en finansman i Stockholm på 1920-talet, handelsman i kol och koks,. Han var invandrad från Tyskland, bosatt i fastigheten på Strandvägen 7A i Stockholm.

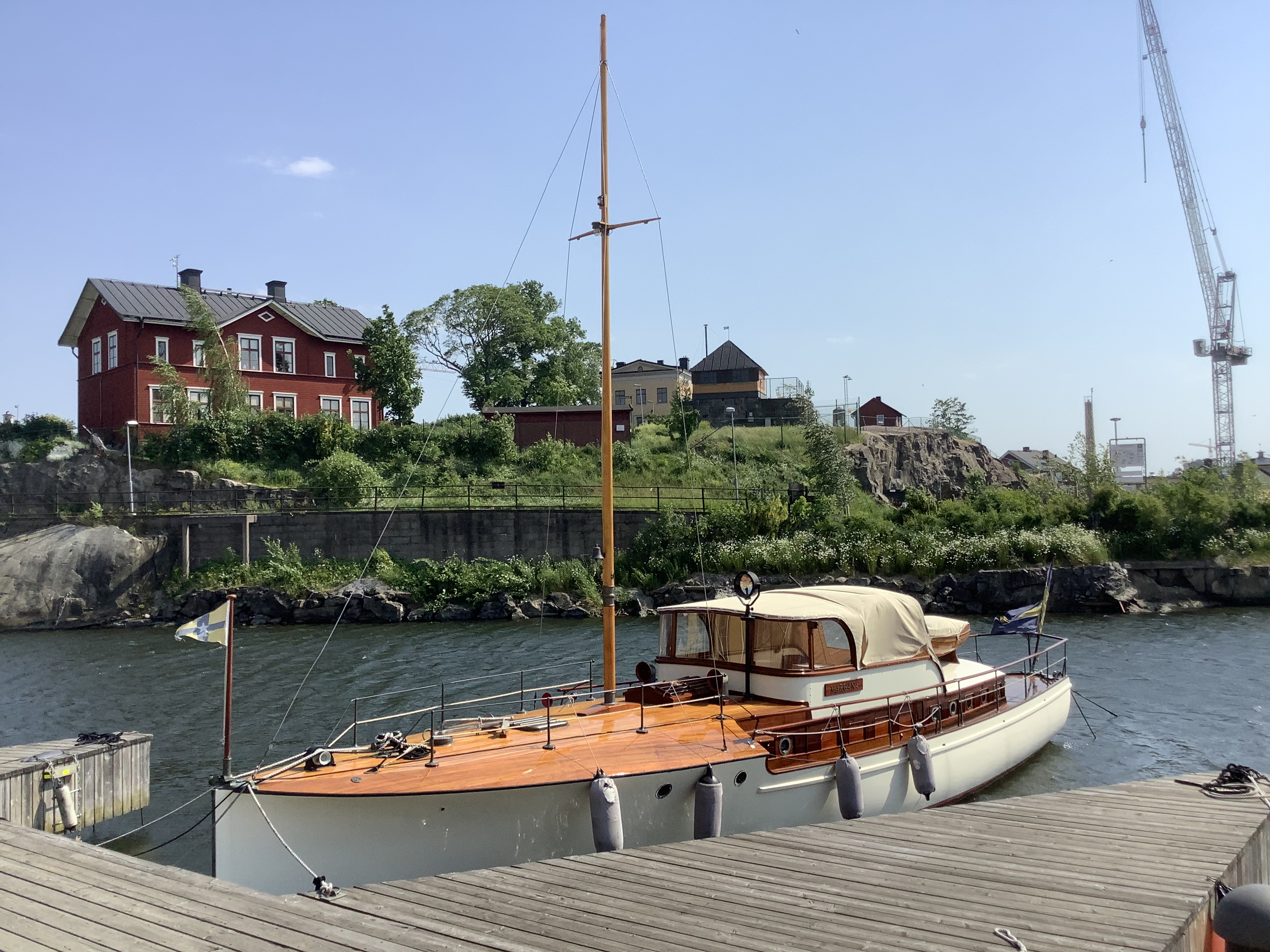
M/Y Margana (ursprungligen Independance II) byggd på Hästholmsvarvet 1919 åt varvets ägare Kurt Heinecke.

Kurt Heinecke kom på 1890-talet till Stockholm från Tyskland som fripassagerare på en kolbåt. Han arbetade sig upp, blev 1909 direktör. Affärerna gjorde honom till en av Sveriges rikaste och han invaldes i KSSS.  Ett av hans specialintressen vid sidan av arbetet, var motorbåtar och Stockholms skärgård. Bland vännerna i huvudstadens jetset fanns även de motorbåtsintresserade bröderna Torsten och Ivar Kreuger. 1912 förvärvade han öarna Lökholmen och den intilliggande Trollharan strax norr om Sandhamn. 1918 uppförde han en stor stenvilla på Lökholmen och på  Trollharan, ett högt placerat observatorietorn med vidsträckt utsikt över skärgården. Han ägde Hästholmsvarvet och åkte ofta dit med egen båt från Stockholm i någon av de fem Indepéndence-yachterna han lät bygga under sin levnad. Med sina tre Hunter-båtar var han också en ofta sedd deltagare i den Kungliga Motorbåtklubbens årliga racerbåtstävlingar i Sandhamn.
Heineckes stenvilla på Lökholmen även kallad "Trollgården" hör till ytterskärgårdens märkligaste byggnader från tidigt 1900-tal. Huset är byggt med metertjocka väggar, exteriört klätt med grovhuggen granit som ger huset ett utpräglat "gammalnordiskt" utseende. Observatorietornet på Trollharan är byggt som 1700-talets tidiga fyrhus. 1945 sålde Heinecke fastigheterna Lökholmen och Trollharan till KSSS. 
På 1920-talet arrenderade han Björkskärs och Lilla Nassa skärgårdar av Lidingö stad med ett 20-årigt arrendeavtal.
Kurt Heinecke på Lundegård
Trakten Lundegård, belägen norr om Köpingsvik på Öland, tilltalade den excentriske affärsmannen Kurt Heinecke som köpte fastigheten 1929. Innan den förvärvades av Kurt Heinecke utgjorde den fram tills 1916 plats för Ölands Norra domsaga och huset Rosenfors. Det finns idag att beskåda inne i Borgholm. Fram tills fastigheten köptes av Kurt Heinecke ägdes den av en assessor Håkansson som ska ha gjort sig en bra intäkt på att hugga ner och sälja den s.k. Lundegårdsskogen som bestod av tusentals praktfulla ekar. Efterföljande ägare var Egendomsnämnden vilka arrenderade ut Lundegård i sin helhet i två omgångar.
Kurt Heinecke, som var en tysk affärsman, kom närmast från Stockholms skärgård där han tillbringade somrarna på egen ägda  öarna Trollharen och Lökholmen i anslutning till Sandhamn. Där hade Heinecke förutom två påkostade och spektakulära boningshus, först i norsk stil och sedan i tysk stil, bland annat astronomitorn med stjärnkikare, ett åttakantigt ridhus och hamn. Då Heinecke flyttade till Öland och Lundegård såldes öarna till KSSS för 300 000 kronor.
Det sägs att Kurt Heinecke hade en ”tävling” med bröderna Kreuger. De båda herrarna la stora pengar på att bräcka den andre. Det handlade om snabba båtar för att kryssa genom Stockholms skärgård, adresser på Strandvägen i Stockholm där Kreuger både på nummer 7C och Heinecke på 7A.
1929 lät Familjen Kreuger uppföra en magnifik villa strax söder om drottning Victorias slott (Solliden) på Öland, Villa Hagaberg.
Kurt Heinecke kontrade då med att förvärva Lundegårds gård för att där uppföra något som kunde bräscha Kreugers villa. Och 1932 var det dags för inflyttning. Kreugers villa ska ha kostat 80 000 kr att uppföra och med facit i hand bestämde Kurt Heinecke att hans villa skulle kosta 180 000 kr, och därmed vara ännu mer påkostad.

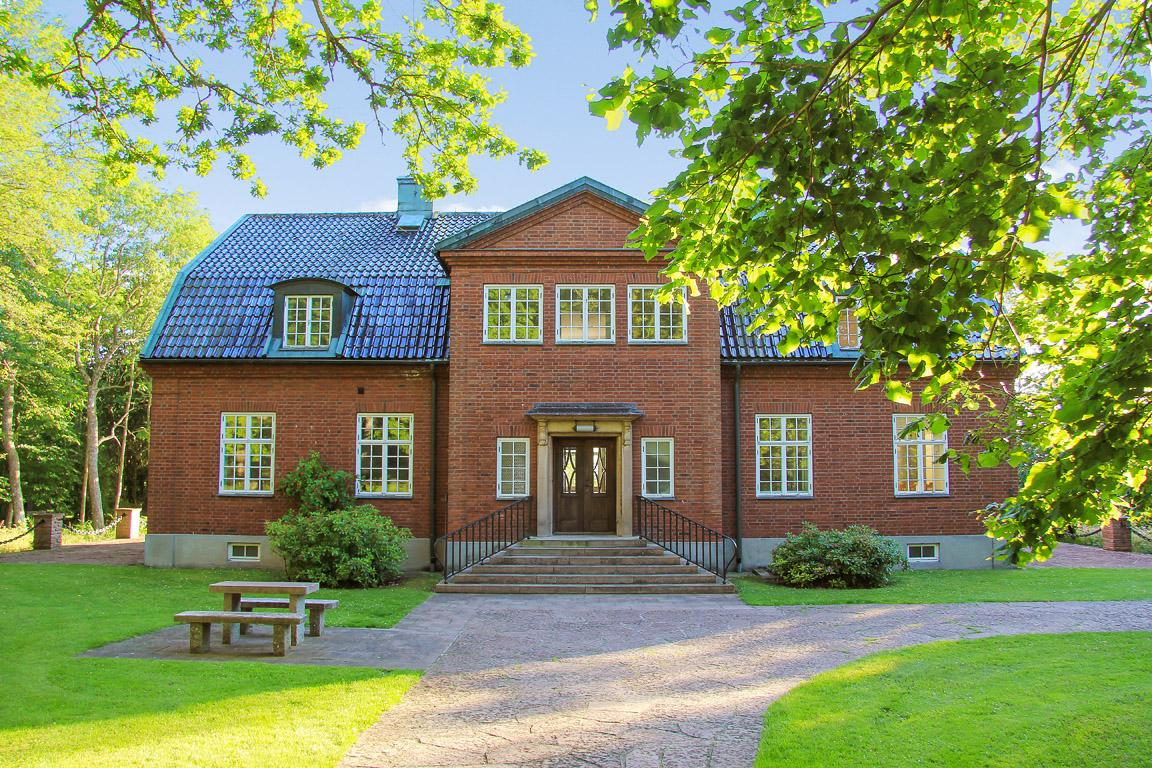
Lundegård Entré

Kurt Heinecke ska ha velat göra Lundegård till en mönstergård även om han själv inte besatt större kunskaper inom lantbruket. Han köpte även några intilliggande torparställen samt granngården Sammelstorp vilket utvidgade egendomen ytterligare. Fastigheten hägnades in med stenmur med stängsel ovanpå som även pryddes av tre rader med taggtråd. Det ska inte ha varit helt populärt bland övriga boende i området då man tidigare kunnat gå över Lundegård för att ta sig till havet. Men i och med att Kurt Heinecke bosatte sig på Lundegård ska den kommunala skatten ha sänkts med flera kronor vilket kanske gjorde omvägen runt fastigheten mer värd att ta. Han anställde även omkring 10 personer som arbetade för honom på gården. Det handlade om förvaltare, rättare, drängar och sekreterare. Med andra ord utgjorde gården en stor arbetsplats i bygden.
Stora pengar plöjdes ned i arbetet för att få Lundegård att bli en mönstringsgård. Kurt Heinecke köpte bland annat in grindstolpar i granit som sattes vid åkrarna. Den enda, andra aktören på Öland, som sades ha råd med samma lyx var banverket. Från Trollharen fraktades det åttaktantiga ridhuset och sattes upp på Lundegård. Kurt Heinecke var nämligen inte bara affärsman och forskare utan också en tävlingsryttare i dressyr.

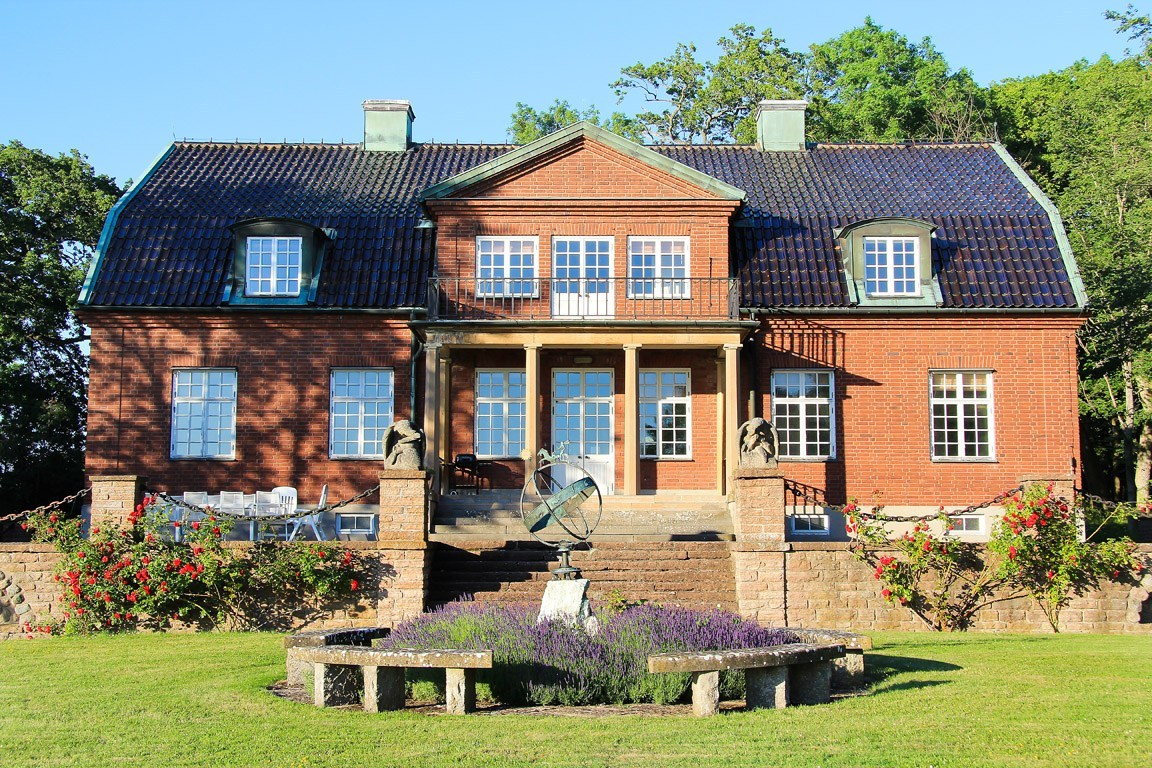
Lundegård i kvällssol

Villan som Heinecke lät uppföra är ritad av arkitekten Ragnar Östberg, samma man som också ritat Stockholms stadshus. Huset, som ska ha en boarea på ca 400 kvm och biarea på 288 kvm, är mycket påkostat. Den är byggd i rött tegel med glaserat tegel och har en milsvid utsikt över Kalmarsund. Stuprör, vindskivor och stuprännor är tillverkade av kopparplåt. För att undvika röta är fönsterbågar, fönsterkarmar och ytterdörrar konstruerade av teak. Trappor på både fram och baksidor liksom den terrass som omger hela villan är i den speciella kalksten som finns på Öland, s.k. Ölandssten. Detsamma gäller för pelarna som håller upp balkongen på baksidan samt tre eldstäder inne i villan. Det byggdes också bänkar, bord, blomkrukor samt andra utsmyckningar i den exklusiva stenen.
Kurt Heinecke ska ha blivit väldigt skrämd av åska under sin tid i Stockholms skärgård. Det syns också på Lundegård där villan och även andra byggnader så som båthuset utrustats med åskledare. På villan sitter det sex stycken åskledare för att säkerställa att blixten inte skulle skada huset och för att Kurt Heinecke skulle kunna känna sig säker.

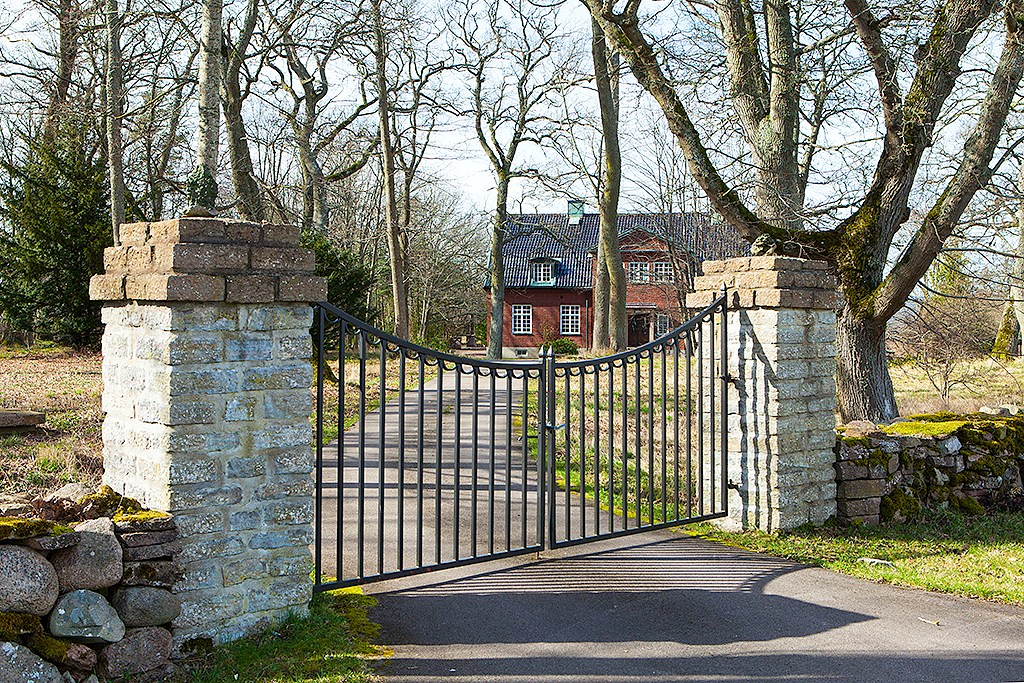
Lundegård Infart

Den höga standarden genomsyrade hela projektet med att förvandla Lundegård. Därför skulle det givetvis finnas elektricitet i villan. Problemet var bara att Lundegård låg utanför det område till vilket Borgholms Elektricitetsverk levererade el. Trots att Kurt Heinecke var beredd att betala 7 000 kr i inträdesavgift för att få elektricitet levererat till Lundegård var inte elbolaget villiga att utvidga sitt område till en början. Till slut fick dock Kurt Heinecke sin vilja igenom och elledningar började dras ut till Lundegård. Det innebar också att hela området kring Köpingsvik fick elektricitet, vilket troligen annars skulle ha dröjt många år in i framtiden. Även vatten visade sig vara en utmaning att få fram. Efter flera misslyckanden där jordgas och vatten som var salt lyckades man borra en brunn med färskvatten på 12:e försöket.
Även insidan av villan gjordes spektakulär och påkostad. De många kvadraten är fördelade på två våningar samt en fullstor källare och vind. På nedervåningen byggdes tre stora salar som vetter ut mot Kalmarsund och kunde användas för bjudningar. Det får antas ha varit tanken i alla fall med tanke på den gedigna mängd glas och porslin som ska ha funnits. En servis i 290 delar med initialerna KH, 450 glas i olika modeller samt matsilver i 300 delar. På nedervåningen fanns också två sovrum, ett stort kök, två toaletter och flera garderobs- och förrådsutrymmen. Även på övervåningen fanns en större sal genom vilken man kunde nå den stora balkongen med utsikt över Kalmarsund. Förutom det fanns också tre större sovrum, två mindre pigrummen samt två toaletter, badrum och en mängd garderobsutrymmen.
Källaren speglar den fascinerande person som Kurt Heinecke var. Källaren, lika stor som det ovanliggande entréplanet, bjöd nämligen på flera delar av hans liv. Där fanns en vinkällare, som vid Kurt Heineckes död ska ha haft ett värde av 2 000 kronor. Han hade också inrett ett medicinskt laboratorium, ett sådant ska han också ha haft i sin våning på Sveavägen. Det som kanske var mest spektakulärt i källaren var kassaskåpet eller snarare kassavalvet. En tjock valvdörr döljer, vad som skulle kunna kallas för en krypta, där en kassaskåpsdörr finns ingjuten. Den ingjutna dörren ska vara 25 centimeter tjock! Där innanför finns ytterligare en dörr innan kassavalvet nås. Det sägs att Kurt Heinecke inte litade på banker och därför förvarade stora delar av sin förmögenhet hemma. Och med tanke på det omfattande arrangemanget kring kassavalvet, kanske så var fallet. Det ska även ha funnits mycket rykten angående hur mycket pengar som förvarades i valvet. Det ska oavsett ha rört sig om för tiden stora summor och ha pratats om att ha varit mellan tre och sex miljoner.
Efter Kurt Heineckes död 1956 ärvdes Lundegård av hans fru, Anna-Greta Heinecke. Stora delar av Lundegård avstyckades och såldes i början på 1960-talet och blev camping och delar av området med hamn och båthus är idag en del av Lundegårds camping. Andra delar har styckats av till flera villatomter som är bebyggda med bostadshus för sommarboende. Villan tillsammans med ca 8 hektar av marken ut mot Kalmarsund är än idag ett praktfullt inslag i jordbrukslandskapet och allvarsmarken. Den har sedan den såldes 2015 varsamt renoverats och är idag i mycket gott skick. Många av de exklusiva detaljer som Kurt Heinecke valde finns kvar än idag så som terrassen, trapporna och de öppna spisarna i Ölandssten, de glaserade takpannorna och flera sittbänkar, även de i Ölandssten.

### Webbkällor
- Vi Båtägare - artikel En Stockholmspromenad.[död länk]